# Birdie Reeve Kay

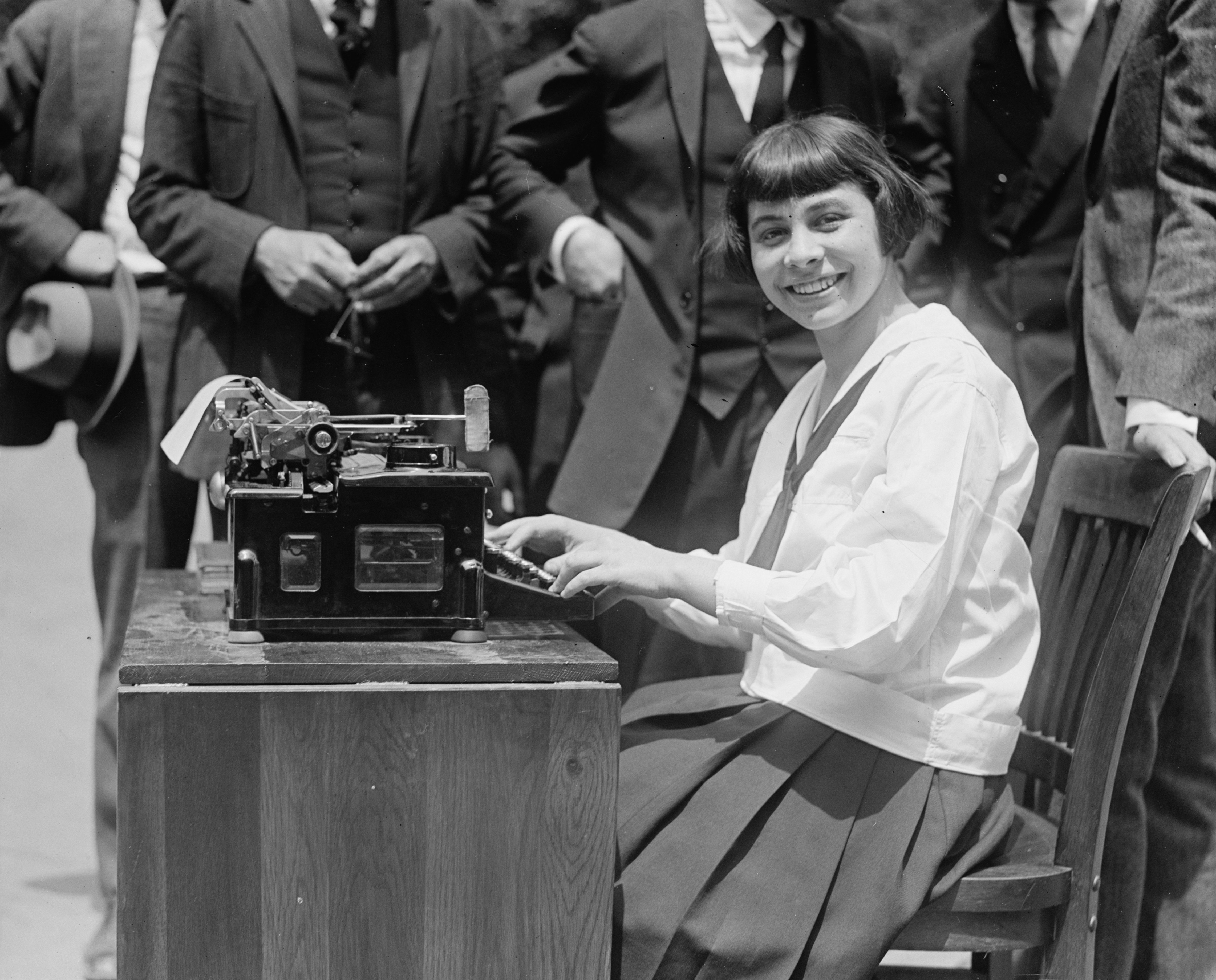
Birdie Reeve Kay – 1924

Birdie Reeve Kay (* 16. Januar 1907; † 31. Mai 1996) war eine US-amerikanische Maschinenschreiberin, Unterhaltungskünstlerin und Schachspielerin.

## Leben
Reeve lebte in Chicago. Mit acht Jahren begann sie mit dem Maschinenschreiben. Die Schule besuchte sie nur bis zur sechsten Klasse. Seit dem 30. März 1923 sind Berichte über ihre Fähigkeiten in überregionalen Zeitungen wie Washington Post und New York Times überliefert.
Sie trat in Varieté-Theatern auf und gab Kurse im Maschinenschreiben. Sie konnte in hoher Geschwindigkeit die Gettysburger Rede, die der amerikanische Präsident Abraham Lincoln 1863 gehalten hatte, rezitieren und zugleich tippen.
Reeve erreichte eine Geschwindigkeit von mehr als 200 Wörtern oder 800 Buchstaben pro Minute und wurde „Weltschnellste Maschinenschreiberin“ („World's Fastest Typist“) genannt. Sie verwendete nur zwei Finger jeder Hand, die sie in V-Form spreizte. Dieses Tippsystem hatte ihr Vater Thomas Reeve erfunden. Sie erklärte, dass sie ihre Fertigkeit erreicht hatte, indem sie „Wörter, nicht die Schreibmaschine studiert“ habe („studying words and not the typewriter“). Sie berichtete, dass sie ein Vokabular von 64.000 Wörtern besaß, welche sie nach ihren Endungen klassifizierte. Sie verfasste mehrere Wörterbücher. Im Jahre 1924 trat sie bei einer Veranstaltung der Nachrichtenagentur Associated Press auf, um eine Rede des damaligen Präsidenten Calvin Coolidge zu analysieren. Dabei sortierte sie die in dieser Rede verwendeten Wörter nach ihrer Länge.
Ihre Varieténummer hat der Schauspieler George Burns in seinem 1989 erschienenen Buch All My Best Friends erwähnt. Er schrieb: „Wenn man irgendetwas besser, schneller, länger, häufiger, höher, schlimmer oder anders als jeder andere machen konnte, dann konnte man im Varieté arbeiten. Zum Beispiel hatte die ‚weltschnellste Maschinenschreiberin‘ einen großen Auftritt. Sie würde 200 Wörter in einer Minute tippen und dann die perfekt geschriebenen Seiten an das Publikum austeilen, um sie überprüfen zu lassen. Als Abschluss würde sie ein Stück Blech in die Schreibmaschine einlegen, um einen Trommelwirbel oder die Klick-Klack-Geräusche eines sich beschleunigenden Zuges zu imitieren.“
Sie war ebenfalls eine gute Schachspielerin und gab Simultanvorstellungen. Es wird berichtet, dass sie gegen Ende der 1920er-Jahre eine der besten weiblichen US-amerikanischen Schachspielerinnen war.
Im Jahre 1931 bekam Reeve eine Tochter und beendete ihre Varieté-Karriere. Nach dem Scheitern einer Ehe heiratete sie später Harry H. Kay. Sie wurde Inhaberin und Leiterin einer Firma für stenographische Dienste im Chicagoer Stadtteil Hyde Park und tippte viele Abschlussarbeiten für Studenten der University of Chicago.